# 江文远
江文远（？—？）是南北朝时期军人，济阳考城人，为江悦之之子，江文遥之弟。

## 生平
善骑射，勇于攻战，以军功位中散大夫、龙骧将军。

## 家族
- 八世祖：江统
- 曾祖父：江兴之
- 祖父：江范之
- 父：江悦之
- 兄：江文遥